# 弗朗西斯·纳什
弗朗西斯·纳什（英語：Francis Nash，1742年左右—1777年10月7日），美国独立战争期间的大陆军准将。战争爆发前，他当过律师、做过公职，是北卡罗莱纳州奥兰治县县城希尔斯伯勒的政治人物。1765至1771年北卡罗莱纳州规管战争期间，他联合多人积极反对暴民动乱。纳什还涉身北卡罗莱纳政坛，多次在北卡罗莱纳殖民地议会代表希尔斯伯勒。
纳什很快投身美国革命战争，是爱国者组织的前三届北卡罗莱纳省议会代表。1775年，他成为北卡罗莱纳第1团中校，听从詹姆斯·摩尔上校指挥，还曾短暂进入南方战场作战，之后再转向北上。1777年摩尔去世后，纳什晋升准将，在大陆军中统领北卡罗莱纳旅，听从乔治·华盛顿指挥。他带领北卡罗莱纳将士投身费城战场，于10月4日在日耳曼敦战役中身负重伤，几天后便去世，年仅35岁。1775到1781年独立战争期间，共有10位爱国者将军阵亡，纳什便是其中之一。:xi田纳西州的纳什维尔、北卡罗莱纳州的纳什县和纳什维尔都是以他命名以示纪念。

## 早年生活和家庭

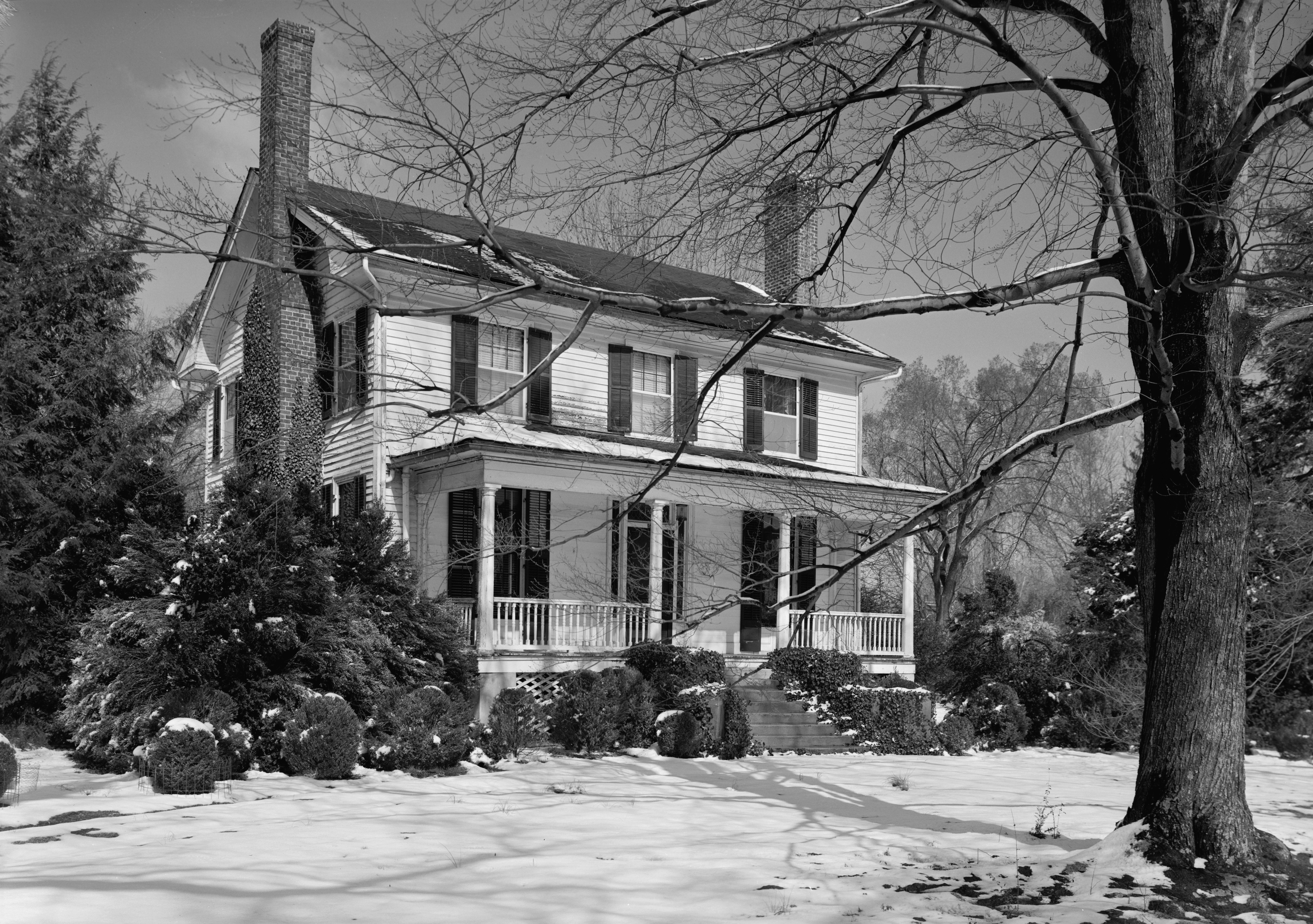
弗朗西斯·纳什位于希尔斯伯勒的故居，如今称为纳什—胡珀府

弗朗西斯·纳什于1742年左右生于弗吉尼亚州阿米利亚县，当地之后会成为爱德华王子县:70，他的父亲叫约翰·纳什（John Nash），母亲叫安·欧文·纳什（Ann Owen Nash），都来自威尔士。弗朗西斯有7个兄弟姐妹，其中多人（包括至少一个兄弟）都是在威尔士出生:70:4。弗朗西斯的其中一个弟弟阿布纳·纳什（Abner Nash）之后成为北卡罗莱纳州政治人物。

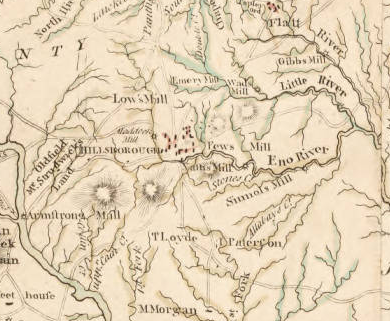
约翰·科莱所绘1770年北卡罗莱纳州地图的一部分，可以看到希尔斯伯勒周边、伊诺河和里特河等

到1763年时，弗朗西斯已经和阿布纳一起搬到查尔斯伯勒（Childsburgh，後來更名希尔斯伯勒:5）。弗朗西斯在此开办律师事务所，并于1763年成为法院书记员，该职位年薪为100英镑:294。兄弟俩在镇上拥有大量房产，并在伊诺河（Eno River）边建有一处磨坊:5，弗朗西斯还投资了当地一家商店:293。1764到1765年间，他首次当选奥兰治县州议员。
1770年，弗朗西斯·纳什与殖民地法学家莫里斯·摩尔（Maurice Moore）的女儿莎拉·摩尔（Sarah Moore）结婚，她还是詹姆斯·摩尔的侄女，她的弟弟阿尔弗雷德·摩尔之后成为美国联邦最高法院大法官:7。纳什夫妇共有两个女儿，其中安（Ann）在童年时夭折，莎拉（与母同名）长大后嫁给了约翰·沃德尔（John Waddell），他是北卡罗莱纳殖民地军人休·沃德尔（Hugh Waddell）的儿子，两人的孙子詹姆斯·艾尔德尔·沃德尔（James Iredell Waddell）曾在南北战争期间为南方邦联执掌封锁运输船:8。纳什还有两个婚外所生的孩子，部分学者认为其中一个儿子可能生于1770或1771年，与父亲同名。这两个孩子中有一位是希尔斯伯勒调酒师鲁思·杰克逊（Ruth Jackson）所生:9:230, fn. 22:71。老弗朗西斯给杰克逊提供了位于希尔斯伯勒西部的房产，还配有几个奴隶:71。

## 规管战争，革命战争前的从政经历
纳什在希尔斯伯勒生活期间对从军生活产生兴趣，并从当地一位退休英国军人那里接受了非正式的军事训练。加入奥兰治县民兵后，他通过努力逐渐晋升，最终成为部队统帅，官拜上校:296。1768年规管战争期间，他下令民兵镇压多起暴乱，但民兵对闹事者心怀同情，拒绝采取行动:14。纳什与埃德蒙·范宁（Edmund Fanning）、阿德莱·奥斯本（Adlai Osborne），以及之后会担任北卡罗莱纳州州长的亚历山大·马丁（Alexander Martin）等多人达成协议，保护彼此的财产免遭暴民威胁，但由于各人所住的地方相距甚远，因此协议无法获得理想的效果:19。
纳什与范丁私交甚佳:5，希尔斯伯勒一些居民指控两人敲诈勒索。暴民领袖试图以贪污罪名起诉纳什，但法庭驳回了起诉:295-296。1770年9月，暴民占领希尔斯伯勒，迫使包括纳什在内的地方政府官员逃离，以免受到肉体上的残害。纳什之后在阿拉曼斯战役中与州长威廉·特赖恩（William Tryon）并肩作战，对抗暴民组织的民兵。1771年，以及1773到1775年，他是希尔斯伯勒在殖民地议会下议院的代表。
1774年，皇家总督乔赛亚·马丁（Josiah Martin）推迟了殖民地议会的开会日期，以防北卡罗莱纳议会为9月在费城召开的大陆会议选派代表。为此，殖民地议员于1774年召开首届北卡罗莱纳省议会，这些议员中有许多之后都会成为爱国者的支持者。弗朗西斯和阿布纳·纳什都成为议会代表，与其他69名议员一起为大陆会议选派代表。:72总督马丁谴责这个议会是非法组建的法外机构，不能够代表北卡罗莱纳人民。马丁召集殖民地议会于1775年4月5日进入议程，以期撤消省议会，但议员们在殖民地议会开幕前几个小时里召开第二届北卡罗莱纳省议会，包括纳什在内的多位代表投票支持大陆会议和省议会。马丁为此宣布解散议会，皇家政府之后再也没有在北卡罗莱纳召集议会。:71-73

## 美国革命战争

### 南方战场
1775年，纳什在第三届北卡罗莱纳省议会任职，这届议会响应大陆会议号召组建了8个团。下半年，议会任命纳什担任北卡罗莱纳第1团中校，由当时还是上校的詹姆斯·摩尔指挥。到了11月，第1团正式纳入大陆军。作为摩尔的部下军官，纳什参与了1776年2月引发摩尔溪大桥战役的演习，但他和莫尔都是在战役结束后才赶到战场，没有亲身参与战斗。:73
1776年4月，摩尔晋升准将，纳什也加衔上校:62。这年他加入远征军前去解救正受到英军强攻的查尔斯顿，这场行动在沙利文的岛战役中达到高潮。战斗开始前不久，南方战场司令员查尔斯·李（Charles Lee）少将命令纳什前去解救身在沙利文的岛的威廉·莫尔特里（William Moultrie）上校及其统领的南卡罗莱纳将士，但由于受到英军袭击，这次解救行动未能成功。莫尔特里接下来面对数量远胜的英军仍然成功保住了该岛阵地:74-75，纳什则领军把守住尚未建成的沙利文堡后翼:73。

### 费城战场
纳什与第1团返回北卡罗莱纳，打算加入乔治·华盛顿的北方军团，但由于在乔治亚州受到英军和印地安人袭击而未能成行，纳什因此一直留在北卡罗莱纳。1777年2月5日，大陆议会晋升他为准将。他还受命在北卡罗莱纳西部招兵买马，但这份工作在1777年4月15日詹姆斯·摩尔去世后不得不中止，纳什从此开始执掌北卡罗莱纳旅。同样来自北卡罗莱纳殖民地的罗伯特·豪成为准将的时间比纳什更早，他受命执掌大陆军南方兵力，因此只能留在南卡罗莱纳指挥将士保卫殖民地:88-89。纳什挥军北上与华盛顿会师，并在布兰迪万河战役中指挥北卡罗莱纳大陆军的全部9个团。

### 日耳曼敦战役及逝世

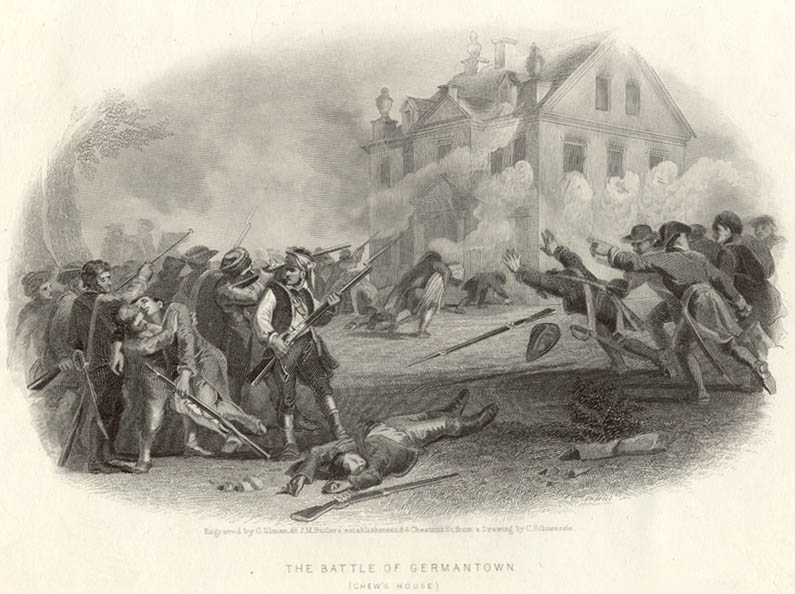
这幅画描绘的是日耳曼敦楚府周边的战斗，纳什在该地点附近受了致命重伤。

1777年9月11日，英军攻占费城，华盛顿发起进攻，在日耳曼敦战役中向费城附近的英军主力发动袭击。北卡罗莱纳旅起初是大陆军的后备兵力，但华盛顿期望保存自己的部下实力，下令纳什带兵冲入前线:113。纳什指挥部队迎击英军进攻，且战且退，拖延英军进程。1777年10月4日，一枚炮弹在纳什不远处爆炸，炸伤了他的臀部，马也被当场炸死。这枚炮弹令纳什受到致命重伤的同时，还炸死了詹姆斯·威瑟斯彭（James Witherspoon）少校，他的父亲约翰·威瑟斯彭曾担任普林斯顿大学校长，并且是独立宣言的签署人之一:79。纳什还有可能被步枪枪弹打中头部导致失明。托马斯·潘恩看到纳什被救下战场，据他所说，纳什所受的伤是如此严重，整个人都已无法辨认。:115
华盛顿的私人医生詹姆斯·克雷克（James Craik）尝试救治纳什，但无法止住流血，据称流出的血完全浸湿了两条床垫:79。1777年10月7日，弗朗西斯·纳什因伤势过重，在宾夕法尼亚殖民地卡尔普斯维尔（Kulpsville，今蒙哥马利县境内）一户民居辞世，年仅35岁。据称，他的遗言是：“这是革命中我与自由和我的祖国同在的第一个黎明”:292。1777年10月9日，纳什的遗骨与其他多位同样在日耳曼敦战役中捐躯的军官一起下葬在宾夕法尼亚殖民地的托瓦曼辛门诺派礼拜公墓。包括华盛顿在内的大部分大陆军高级军官出席了葬礼:79-80。纳什的朋友和同僚、之后还会成为北卡罗莱纳州州长的亚历山大·马丁亲眼目睹了纳丁的伤势，他之后作了一首葬礼诗来纪念这位逝去的将军和朋友。

## 影响

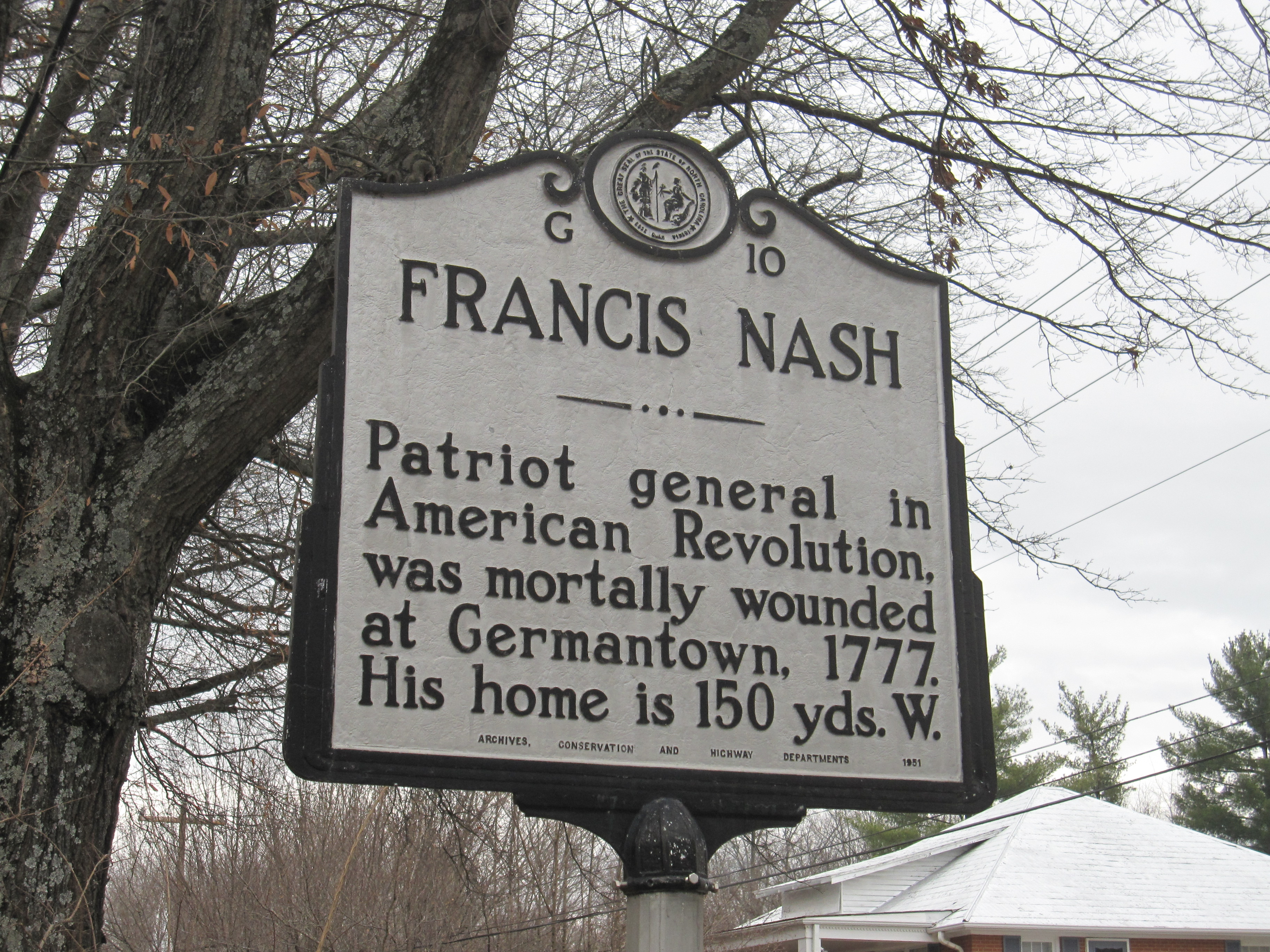
位于北卡罗莱纳州希尔斯伯勒的高速公路标志牌，上面标明这里距纳什的故居还有150码（合137.16米）。

美国革命战争期间共有10名爱国者将领阵亡，纳什便是其中之一:xi。1784年4月29日，大陆议会授予他的后人服役大陆军84个月所能够获得的土地许可，这超过了纳什在军中实际服役的时长。田纳西州的纳什伯勒堡为纪念他而更名纳什维尔，北卡罗莱纳州的纳什县和该县的纳什维尔市都是以他命名以示纪念。1906年，吉尔福德法院国家军事公园立起石质拱门纪念纳什，但这座拱门之后在1937年拆除。纳什位于希尔斯伯勒的故居如今称为纳什—胡珀府，曾在《独立宣言》上签字的威廉·胡珀在纳什去世后买下了这片大宅。1938年，宅邸附近立起一个历史纪念牌，纪念纳什的一生和功绩。

## 解释说明
1. ↑  有来源中明确表明纳什与鲁思·杰克逊所生的孩子是女儿[2]:9。